# Головных, Иван Михайлович
Ива́н Миха́йлович Головны́х (род. 1950) — бывший ректор Национального исследовательского Иркутского государственного технического университета (2000 — 19 июля 2013, доктор технических наук, профессор, действительный член РАЕН и МАН ВШ, заведующий кафедрой менеджмента менеджмента и логистики на транспорте (2001—2013) и председатель диссертационного совета ИрГТУ (2008—2013). С 2009 по 2013 годы — Председатель общественной палаты Иркутской области.

## Биография
Родился в 1950 г. в п. Жигалово Иркутской обл. В 1972 г. окончил Иркутский политехнический институт по специальности "Автомобильный транспорт», аспирантуру Московского автомобильно-дорожного института (1977). Кандидат технических наук (1978), доктор технических наук (1995). С 1972 г. по 19 июля 2013 г. работал в ИрГТУ. Прошел трудовой путь от выпускника до ректора. Зав. кафедрой автомобильного транспорта(1985–2001), зав. кафедрой менеджмента и логистики на транспорте (2001–2013), проректор по учебной и социальной работе (1998–2000), ректор (2000–2013). Председатель Ученого совета ИрГТУ (2000–2013), председатель совета Д 212.073.04 по защите докторских диссертаций (2008–2013). Доктор технических наук, проф., заслуженный деятель науки РФ, действ. член Российской Академии Естественных Наук и Академии наук высшей школы. Многократно участвовал во Всероссийских и Международных конференциях и конгрессах, в том числе за рубежом (Мировой дорожный конгресс в г. Куала-Лумпур, 1999 г.; г. Париж, 2001 г.; Международный симпозиум по высшему образованию в г. Улан-Баторе, 2004 г.). Стажировался в университете г. Штутгарта в рамках службы академических обменов ФРГ (1984, 1990, 1997). Специалист в области эксплуатации автомобильного транспорта. Возглавлял научную школу по топливосбережению и экологической безопасности транспортных средств. Подготовил 11 кандидатов и одного доктора наук. Успешно реализовывал взаимодействие университета с наукой, бизнесом и органами государственного управления. В рамках этих задач он активно работал соруководителем совместной с ИНЦ СО РАН комиссии по интеграции фундаментальной науки и образования, зам. председателя научно-производственной секции Президиума некоммерческого партнерства товаропроизводителей и предпринимателей Иркутской области; являлся членом Президиума Торгово-промышленной палаты Восточной Сибири, членом рабочей группы РСПП по модернизации образования, членом координационного научного и экономического советов при администрации Иркутской области, членом экспертного совета при губернаторе Иркутской области по внедрению инновационных технологий на территории области, членом координационного совета Международной ассоциации «Сибирское соглашение» по проблемам высшей школы. С 2007 по 2013 гг. – председатель Общественной палаты Иркутской области. Организатор инновационных программ в ИрГТУ. Научный руководитель технологического парка. Много лет являлся главным редактором журнала «Вестник ИрГТУ». Был заместителем председателя Совета ректоров вузов Иркутской области. В 2010 г. под его руководством ИрГТУ стал одним из победителей общероссийского конкурса и получил категорию «Национальный исследовательский университет». 
Область научных интересов: Создал и возглавлял известную в России и за рубежом научную школу по топливосбережению и экологической безопасности автотранспортных средств.
Кандидатская диссертация: Исследование возможностей оперативного корректирования периодичности технического обслуживания автомобилей по результатам диагностирования (Московский автомобильно-дорожный институт, 1978). 
Докторская диссертация: Основы топливосбережения при централизованных автомобильных перевозках грузов для предприятий АПК (Сибирский научно-исследовательский институт механизации и электрификации сельского хозяйства, г. Новосибирск, 1995).
Почетные звания и награды: Действ. член РАЕН (2000). Нагрудный знак «Заслуженный деятель науки Республики Бурятия» (2003), медаль «За заслуги в проведении Всероссийской переписи населения» (2003), Почетная грамота Федерации независимых профсоюзов России (2003), Почетная грамота губернатора Иркутской области (2003). Лауреат в номинации «СНГ: директор года» (2003). Почетный знак Российского Со-
юза Промышленников и Предпринимателей (работодателей) (2005). Диплом Торгово-промышленной палаты Восточной Сибири (2005). Нагрудный знак «Почетный работник высшего профессионального образования РФ». «Передовой работник промышленности Монголии» (2007). Почетный знак «За заслуги в развитии Олимпийского движения в России» (2008), благодарности Федерального агентства по образованию (2008, 2009). Ордена «Дружбы» (2011) и «Полярной звезды» (МНР, 2011 г.).
Основные труды: Автор и соавтор 170 публикаций.
1. Головных И.М., Колганов С.В. Развитие городского пассажирского транспорта в свете транспортной стратегии России // Транспорт: наука, техника, управление. – 2009. – № 6. – С. 84–89.
2. Михайлов А.Ю., Головных И.М. Современные тенденции проектирования и реконструкции улично-дорожных
сетей городов. – Новосибирск : Наука, 2004. – 251 с.
3. Головных И.М., Михайлов А.Ю. Estimation of highway geometry in case of low traffic roads (статья, язык английский). Мировой дорожный конгресс. Париж 2001. IRF World Road Congress Paris 2001 (text on CD).
4. Головных И.М. Резервы и методы топливосбережения при перевозках грузов автомобильным транспортом. – Иркутск : Изд-во ИрГТУ, 1996. – 214 с.
5. Головных И.М. Основы обеспечения безопасности дорожного движения : учеб. пособие. – Иркутск : Изд-во
ИрГТУ, 1997. – 137 с.
6. Golovnykh I.M., Monastyrsky V.V. Rapid computation of optimal control for vehicles // Transportation Research. –
1994. – P. 219–227.
7. Головных И.М. Пути экономии топлива на автотранспорте. – Иркутск: Вост.-Сиб. кн. изд-во. – 1986. – 96 с.
8. Головных И.М. Нормирование расхода топлива на автомобильном
транспорте : текст лекций. – Иркутск : ИПИ, 1985. – 51 с. : ил.
О нем (литература)
1. Профессора Иркутского государственного технического университета: Биографический справочник 1930–2000 гг. – Иркутск, 2000. – С. 38.
2. Горощенова О.А. От навигацкой школы к техническому университету (1754–2015). – Иркутск : Изд-во
ИРНИТУ, 2015. – С. 139, 145, 146, 147, 201, 207, 217, 220, 222, 225.
3. Горощенова О.А. Доктора и профессора Иркутского национального исследовательского технического университета. - Иркутск : Изд-во ИРНИТУ, 2020 г. - С. 78-80.